# Scivias

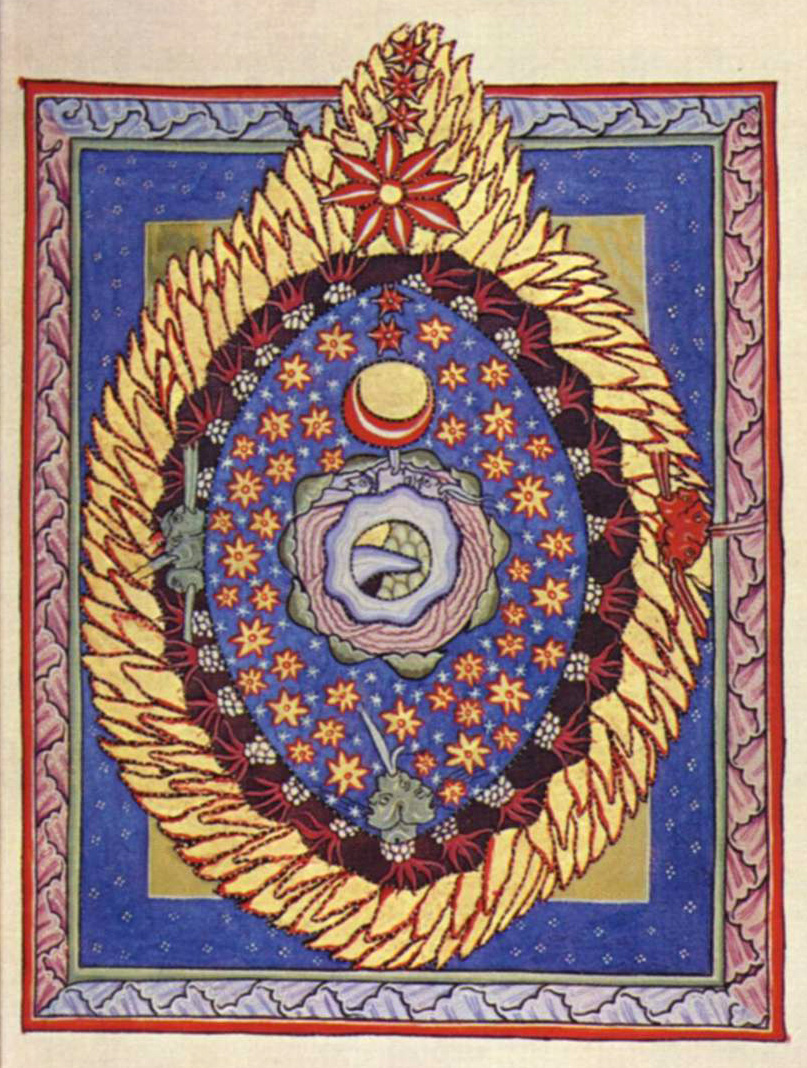
Iluminação que acompanha a terceira visão da Parte I de Scivias

Scivias é uma obra ilustrada de Hildegard von Bingen, concluída em 1151 ou 1152, descrevendo 26 visões religiosas que ela experimentou. É a primeira de três obras que ela escreveu descrevendo suas visões, as outras sendo Liber vitae meritorum e De operatione Dei (também conhecido como Liber divinorum operum ). O título vem da frase latina "Sci vias Domini" ("Conheça os Caminhos do Senhor"). O livro é ilustrado por 35 ilustrações em miniatura, mais do que isso está incluído em seus dois livros posteriores de visões.
A obra é dividida em três partes, refletindo a Trindade. A primeira e a segunda partes são aproximadamente iguais em comprimento, enquanto a terceira é tão longa quanto as outras duas juntas. A primeira parte inclui um prefácio que descreve como ela foi ordenada a escrever a obra e inclui seis visões que tratam de temas da criação e da queda. A segunda parte consiste em sete visões e trata da salvação por meio de Jesus Cristo, da Igreja e dos sacramentos. A terceira parte, com treze visões, é sobre a vinda do reino de Deus, por meio da santificação e do aumento da tensão entre o bem e o mal. A visão final inclui 14 canções, além de uma parte do drama musical que mais tarde foi publicado como Ordo Virtutum.  Em cada visão, ela primeiro descreveu o que viu e depois registrou as explicações que ouviu, que ela acreditava ser a "voz do céu".

## Manuscritos e edições
Scivias sobrevive em dez manuscritos medievais, dois deles perdidos nos tempos modernos. O mais estimado deles foi o manuscrito de Rupertsberg bem preservado, preparado sob sua supervisão imediata ou de sua tradição imediata, sendo feito na época de sua morte. Residiu em Wiesbaden Hessische Landesbibliothek até a Segunda Guerra Mundial,  quando foi levado para Dresden para ser guardado e perdido. Alguns esperavam que a reunificação alemã em 1990 faria com que reaparecesse, mas até agora isso não aconteceu. Apenas as fotografias em preto e branco deste manuscrito sobreviveram. O manuscrito original tinha 12,8 por 9,25 polegadas (32,512 por 23,495 cm) e 235 páginas de pergaminho com colunas duplas.  Uma cópia fiel e iluminada foi feita na Abadia de Hildegard em Eibingen em 1927-1933, que é a fonte das reproduções coloridas agora disponíveis. Outras cópias estão na Biblioteca Vaticana (feita em Rupertsberg), Heidelberg (século XII), Oxford (século XII ou XIII), Trier (1487) e em outros lugares.
A primeira edição moderna de Scivias, traduzida para o alemão, foi publicada em 1928 pela irmã Maura Böckeler, da Abadia de Hildegard. Uma edição crítica foi concluída em 1978 por Adelgundis Führkötter e Angela Carlevaris da Abadia de Hildegard. De seus livros, é o mais amplamente disponível para o público moderno em traduções, às vezes resumidas.

## Processo de escrita
De acordo com a própria Hildegarda no prefácio de Scivias, em 1141 (quando ela tinha 42 anos) Deus em uma visão ordenou que ela compartilhasse suas visões religiosas. Nessa época, ela era superiora da comunidade feminina de Disibodenberg por cinco anos. Ela vinha tendo essas visões desde os cinco anos de idade, mas só confiava no monge Volmar e em sua falecida superiora Jutta. Ela se sentia insegura em relação a escrever, por humildade ou medo, e quando adoeceu, o que ela acreditava ser um castigo de Deus por sua hesitação. Volmar insistiu que ela escrevesse suas visões, e ele e uma de suas freiras, Richardis von Stade, ajudaram na escrita da obra. Ela recebeu permissão para escrever a obra do Abade Kuno em Disibodenberg. Ela também escreveu a Bernardo de Claraval em 1146 pedindo conselho, e ele sugeriu que as visões eram de fato de Deus e se opôs a interferir em Suas ordens. Talvez o tempo que ela levou para decidir escrever as visões, apesar da punição de Deus e do encorajamento de outras figuras religiosas, indique o quão assustadoras ela as achou.

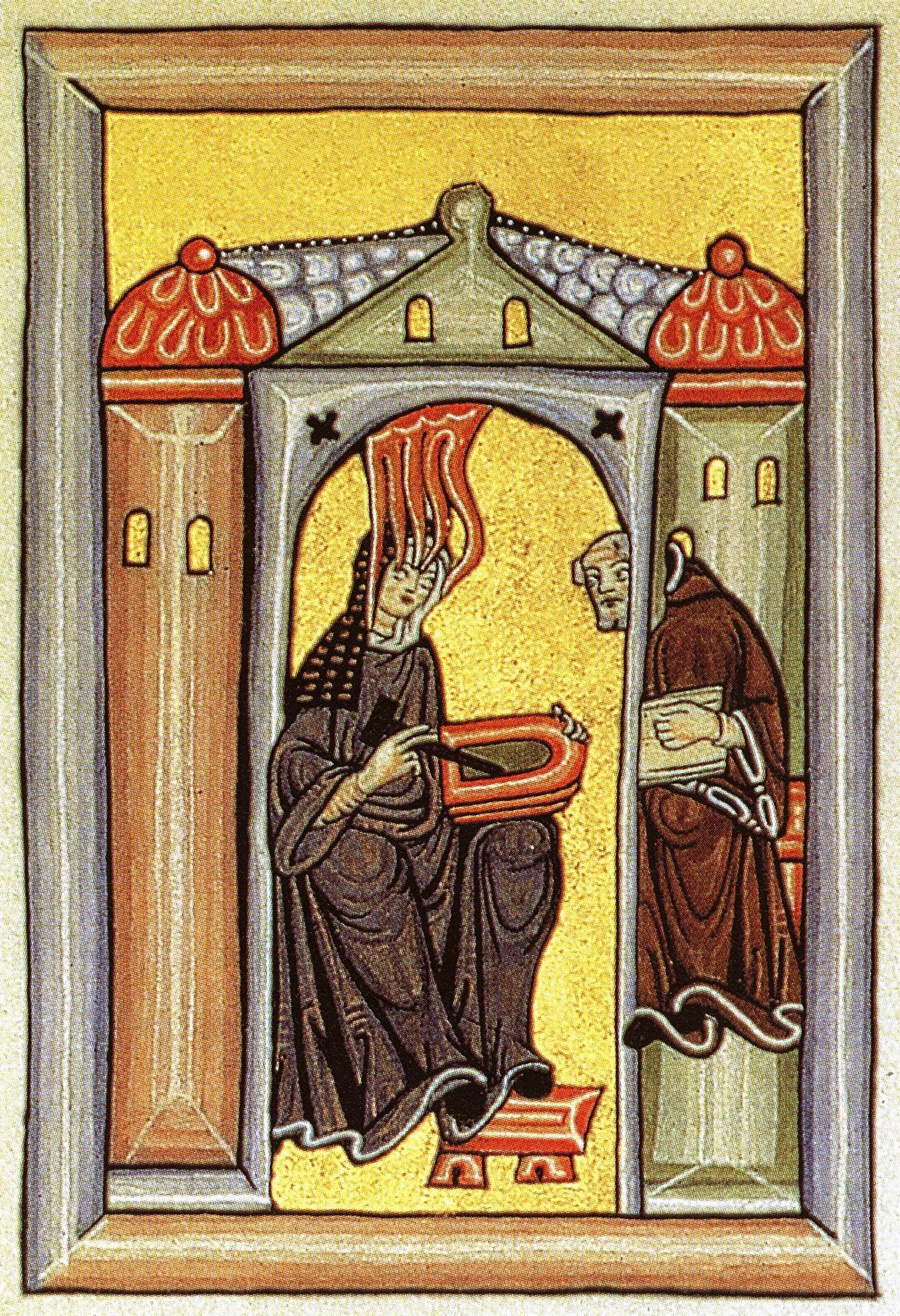
Frontispício de Scivias, mostrando Hildegard recebendo uma visão, ditando para Volmar e desenhando em uma placa de cera

Uma delegação de Disinbodenberg levou uma cópia de alguns escritos que ela havia feito para o Sínodo de Trier (novembro de 1147 - fevereiro de 1148), e eles foram lidos em voz alta no Sínodo. O Papa Eugênio III concedeu a aprovação papal aos escritos e autorizou Hildegard a publicar tudo o que recebeu em visões. Não está claro se as ilustrações que acompanham o texto foram mostradas em Trier. Em 1148, ela recebeu uma visão que a chamou a mudar seu convento para Rupertsberg. Ela se mudou para lá em 1150, e logo depois completou Scivias (em 1151 ou 1152).
Não está claro qual foi seu papel na iluminação do manuscrito, e os estudiosos atribuíram a ela todos os papéis, desde não estar envolvida, direcionar outros para criá-los, até ser seu criador direto. Em uma ilustração incluída como frontispício, Hildegard é mostrada desenhando em uma placa de cera enquanto dita uma visão para Volmar. De acordo com Madeline Caviness, ela pode ter esboçado os contornos de suas visões em sua época, talvez ditando seu conteúdo simultaneamente, e eles foram posteriormente detalhados.

## Estrutura
No início e no final de cada uma das três seções da obra, há um marcador estrutural que indica sua natureza profética. Além disso, no final de cada visão há uma frase de conclusão, que é diferente para cada uma das três seções. A conclusão de cada visão também é marcada por uma frase que se torna estereotipada. Para as visões na seção um, a frase é "Ouvi novamente a voz do céu falando comigo"; na seção dois, "E novamente ouvi uma voz das alturas celestiais falando comigo"; e na seção três "E eu ouvi aquela luz que estava sentada no trono falando."
As quatorze canções incluídas na visão final são todas antífonas e responsórios. As letras são escritas em um estilo enigmático, lembrando o trobar clus dos trovadores contemporâneos. As canções são organizadas hierarquicamente por assunto em pares, com duas para a Virgem Maria, duas para os anjos e duas para cada cinco categorias de santos: patriarcas e profetas, apóstolos, mártires, confessores e virgens.
A relação entre as visões e o conteúdo musical e dramático no final não é clara. De acordo com Margot Fassler, o conteúdo visionário, as canções e a peça foram concebidos por Hildegard para apoiar um programa educacional. Se essa interpretação estiver correta, então este é o único programa que sobreviveu desde a Idade Média.

## Conteúdo
As divisões do livro seguem, baseadas em grande parte nas iluminações, usando os títulos atribuídos a cada visão por Adelgundis Führkötter, o editor da edição crítica (o texto original não dá títulos). Onde vários títulos são dados, várias iluminações são fornecidas. Cada visão é seguida por comentários divididos em seções (com títulos funcionais nos manuscritos originais), cujo número é designado entre parênteses.
- Prefácio
- Parte I
  1. Deus, o Doador de Luz e a Humanidade (6)
  2. A Queda (33)
  3. Deus, Cosmos e Humanidade (31)
  4. Humanidade e Vida (32)
  5. Sinagoga (8)
  6. Os Coros dos Anjos (12)

- Parte II
  1. O Salvador (17)
  2. O Deus Trino (9)

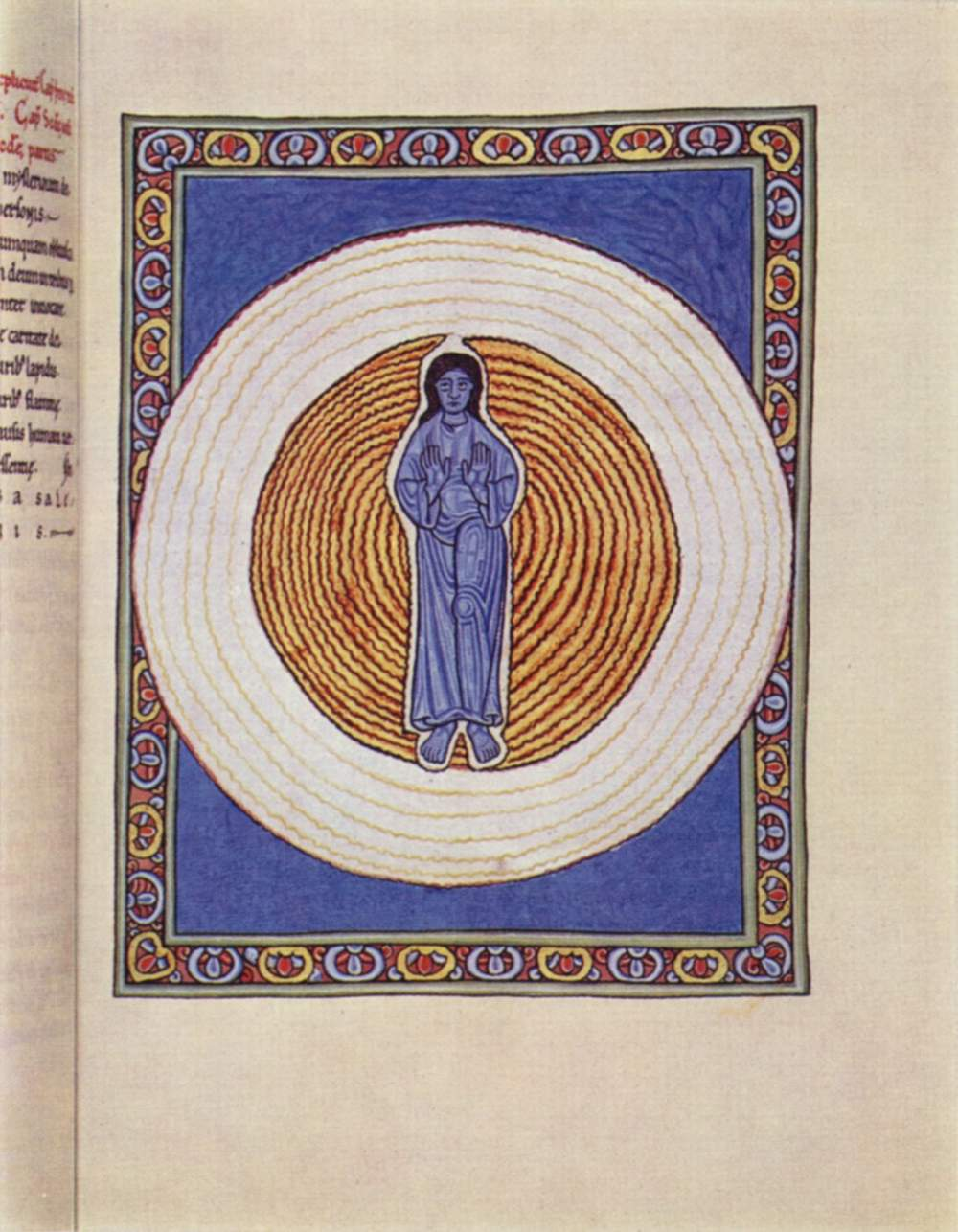
Iluminação que acompanha a segunda visão da Parte II

  3. A Igreja como Mãe dos Crentes - O Batismo (37)
  4. Ungido com Virtude - A Confirmação (14)
  5. A Hierarquia da Igreja (60)
  6. O Sacrifício de Cristo e da Igreja; Continuação do mistério na participação do sacrifício (102)
  7. A luta da humanidade contra o mal; O tentador (25)
- Parte III
  1. O Onipotente; As Estrelas Extintas (18)
  2. O Edifício (28)
  3. A Torre de Preparação; As virtudes divinas na torre da preparação (13)
  4. A Coluna da Palavra de Deus; O Conhecimento de Deus (22)
  5. O zelo de Deus (33)
  6. A Parede Tripla (35)
  7. O Pilar da Trindade (11)
  8. O Pilar da Humanidade do Salvador (25)
  9. A Torre da Igreja (29)
  10. O Filho do Homem (32)
  11. O Fim dos Tempos (42)
  12. O Dia da Grande Revelação; O Novo Céu e a Nova Terra (16)
  13. Louvor do Santo (16)

## Análise
Hildegard localizou-se na tradição profética do Antigo Testamento, usando expressões formuladas no texto. Como aqueles profetas, Hildegarda era política e socialmente engajada e oferecia freqüentemente exortações morais e diretrizes. Scivias pode ser visto essencialmente como um trabalho de instrução e direção, para alcançar a salvação. Questões teológicas surgem e são tratadas, mas geralmente são consideradas usando o raciocínio por analogia (especialmente analogia pictórica), em vez de lógica ou dialética.
Hildegarda se concentra em um conceito que chamou de " viriditas ", que considerou um atributo da natureza divina. A palavra é freqUentemente traduzida de maneiras diferentes, como frescor, vitalidade, fecundidade, fecundidade, verdura ou crescimento. É usado como uma metáfora da saúde física e espiritual.

## Influência
Na época de Hildegard, Scivias era sua obra mais conhecida. Scivias foi usada como modelo por Isabel de Schönau para seu trabalho Liber viarum Dei. Elizabeth, como Hildegard, teve visões e foi encorajada por Hildegard a publicá-las.
Ordo Virtutum é a mais antiga peça de moralidade conhecida, um gênero que se acreditava ter começado no século XIV.

## Edições
- (edição crítica) Adelgundis Führkötter e Angela Carlevaris, eds. Hildegardis Scivias. Turnhout: Brepols, 1978. LX, 917 pp., Com 35 placas em seis cores e três placas em preto e branco. Corpus Christianorum. Continuatio Mediaevalis, vols. 43 e 43A.
- (Tradução alemã) Maura Böckeler. Wisse die Wege. Scivias. Salzburg: Otto Müller, 1954.
- (Tradução em inglês) Bruce Hozeski. Scivias. Santa Fe: Bear and Company, 1986.
- (Tradução em inglês) Columba Hart and Jane Bishop. Scivias. Nova York: Paulist Classics of Western Spirituality, 1990.
- (tradução resumida para o inglês) Bruce Hozeski. Hildegard von Bingen's Mystical Visions. Santa Fe: Bear and Company, 1995.
- (edição e tradução holandesa) Mieke Kock-Rademakers. Scivias - Ken de wegen, três volumes. Hilversum: Verloren, 2015-.